# St. Martinsbach
Der St. Martinsbach, auch St. Martinbach oder örtlich schlicht Martinerbach, Martinsbach oder Martinbach, ist ein kleiner Bach bei St. Martin am Tennengebirge im Pongau im Land Salzburg. Er verbindet Fritztal und Lammertal, und damit den Pongau mit dem Tennengau.

## Lage und Lauf

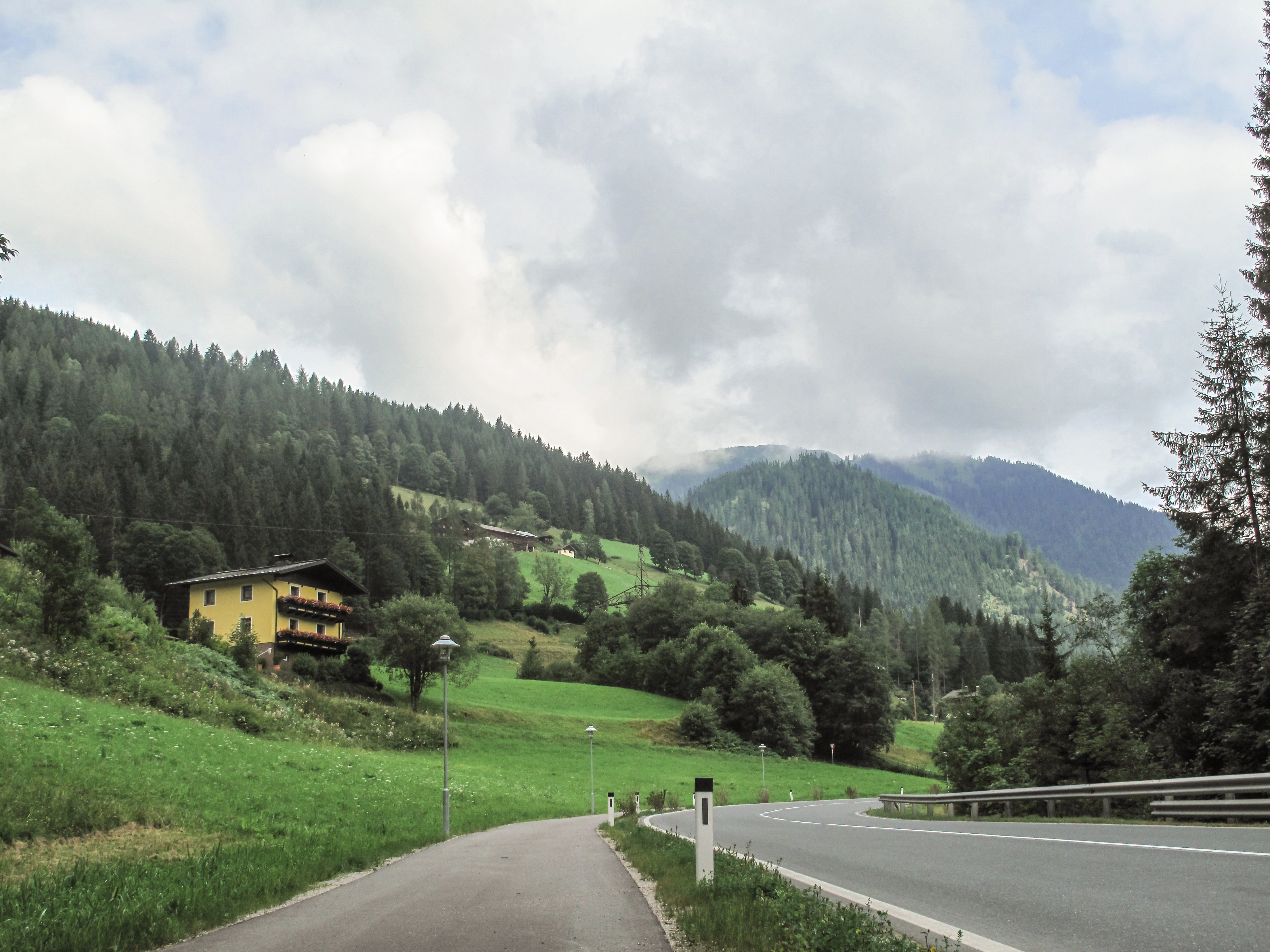
Im St. Martiner Tal zwischen Niedernfritz und St. Martin

Der St. Martinsbach fließt zwischen Gerzkopf der Fritztaler Berge (Salzburger Schieferalpen) und Tennengebirgssüdabdachung südwärts.
Er entspringt auf etwa 1500 m ü. A. an der Platten (1705 m ü. A.), einem Nebengipfel des Gerzkopfstocks, der ein südwestlicher Vorberg der Bischofsmütze und des Dachsteinmassivs ist. Dort rinnt er steil westwärts. Im Tal passiert er, bei Oberstein und Bichlberg, den Ort St. Martin südlich. Dort liegt rechts des Bachs, etwa 40 Meter höher und 1 Kilometer entfernt, eine im Gelände kaum wahrnehmbare Talwasserscheide, die die Verbindung zum Tal der Lammer herstellt. Der St. Martinsbach wendet er sich aber südwestwärts, passiert Nasenrotte und Sonnberg auf der Tennengebirgsseite am Weyerberg (1455 m ü. A.) sowie  Buchseitberg am Österreichberg (1267 m ü. A.), einem Vorberg des Gerzkopfs. Dort bildet er die Gemeindegrenze von Hüttau und Eben. Bei Vordernasen mündet von rechts der Haslangerbach vom Korein.
Etwa 5 Kilometer südwestlich St. Martin mündet er dann bei Niedernfritz in den Fritzbach, der ein Nebenfluss der Salzach bei Bischofshofen ist.

## Verkehr
Entlang des Unterlaufs verläuft die Pass Gschütt Straße (B166). Im Fritztal verlaufen die Tauern Autobahn (A10), die Katschberg Straße (B99) wie auch die Ennstalbahn. Damit bildet das Tal des St. Martinsbachs eine wichtige regionale Verbindung zwischen Salzachpongau und Ennspongau mit dem Lammertal, von wo man auch nach Hallein gelangt, und dem Inneren Salzkammergut Oberösterreichs.